# Gymnothorax pictus
Gymnothorax pictus és una espècie de peix de la família dels murènids i de l'ordre dels anguil·liformes.

## Morfologia
Els mascles poden assolir els 140 cm de longitud total.

## Distribució geogràfica
Es troba des de l'Àfrica oriental fins a les Illes Galápagos, les Hawaii, les Illes Ryukyu i Austràlia.